# Шрамківська сільська територіальна громада
Шрамківська сільська громада — територіальна громада в Україні, в Золотоніському районі Черкаської області. Адміністративний центр - село Шрамківка. Утворена Розпорядженням Кабінету Міністрів України від 12 червня 2020 року. Площа громади - 425.1 км², чисельність населення - 11795 осіб.

## Адміністративно-територіальний устрій
До складу громади увійшло 13 сільських рад:
- Бирлівська
- Демківська
- Кантакузівська
- Ковалівська
- Коломицька
- Кононівська
- Мойсівська
- Остапівська
- Погребська
- Свічківська
- Степанівська
- Шрамківська
- Яворівська

Вони включали 23 населених пункти, що стали членами громади.
з них 19 сіл:
- Бирлівка
- Гай
- Гречанівка
- Демки
- Ковалівка
- Ковтунівка
- Коломиці
- Компанійське
- Кононівка
- Мировичі
- Мойсівка
- Осавульське
- Остапівка
- Погреби
- Свічківка
- Степанівка
- Хомівщина
- Шрамківка
- Яворівка

та 4 селища:
- Бондарівка
- Вишневе
- Кононівка
- Червона Дача